# 2차 진도 간첩단 사건 (박동운 가족)

## 사건 개요
‘진실ㆍ화해를 위한 과거사 정리위원회’(이하 과거사위원회)의 ‘2008년 하반기 보고서’와 ‘국정원 과거사건 진실규명을 통한 발전위원회’(이하 국정원 진실위)의 ‘과거와 대화 미래의 성찰’(이하 국정원 진실위 보고서)을 참고하였음. 
6.25당시 자진 월북한 진도군 출신 박영준이 대남간첩으로 선발되어 1957년 5월부터 1976년 10월까지 6차례에 걸쳐 고향인 진도에 침투하였고 큰아들 박동운(농협 서무), 차남 박근홍(수원 연초제조창 직원), 처 이수례, 동생 박경준(전 진도군 고군면 부면장), 매제 허현(해태양식업) 등을 포섭하여 24년간 암약해 왔다는 혐의였다. 관련자중 큰아들 박동운은 두 차례에 걸쳐 대동 입북한 혐의로 1심에서 사형이 선고되고 최종적으로 무기징역이 내려져 복역하던 중 1998년 8월 복역 18년 만에 가석방되었다. 
안기부가 1981년 1월 발표한 진도 간첩단사건(김정인, 석달윤)에 이어 1981년 7월 발표되었기 때문에 2차 진도 간첩단사건이라고 불린다.

## 관련자
| 성명   | 관계   | 연령 | 직업               | 1심    | 2심      |
| 박영준 | 부     | 60   | 6.25시 월북        |        |          |
| 박동운 | 당사자 | 36   | 진도 농협 예금담당 | 사형   | 무기     |
| 박경준 | 삼촌   | 48   | 전 고군면 부면장   | 10년   | 7년      |
| 이수례 | 모     | 57   | 사채               | 5년    | 4년      |
| 박근홍 | 동생   | 34   | 연초제조창 근무    | 5년    | 3년6월   |
| 허현   | 고모부 | 43   | 해태 양식업        | 1년    | 항소기각 |
| 박미심 | 고모   | 39   | 해태 양식업        | 불기소 |          |
| 한등자 | 숙모   | 41   | 농업               | 불기소 |          |

1982. 6.22 대법원 상고 기각으로 형 확정됨.

## 언론 발표내용
부부. 아들 낀 고정간첩 7명 검거
국가안전기획부는 31일 전남 진도지역을 중심으로 24년간 암약해 온 고정간첩 박동운(36• 농협 진도군 지부 예금담당) 등 일가족으로 구성된 고정간첩단 7명을 검거 이 중 5명을 구속 송치하고 2명을 불구속 입건했다고 발표했다.
이들은 6.25 당시 자진 월북한 뒤 대남간첩으로 선발되어 6차례나 남파된 재북간첩 박영준(60, 박동운의 아버지)에게 포섭돼 결정적 시기에 대비한 지하망을 구축해 왔다는 것이다.
이들 중 박영준의 큰아들 박동운은 두 차례나 박영준을 따라 월북, 소정의 간첩 밀봉교육을 받고 다시 잠입했으며 모두 박영준의 지령에 따라 합법 신분을 얻고 각기 근무처 및 주거지를 무대로 국가 기밀을 탐지 보고하고 친목계 등을 조직하여 지하조직을 시도해 왔다는 것이다.
박동운은 월북할 때 신병을 치료한다는 소문을 주변에 퍼뜨려 위장했으며 간첩교육을 받고 남파돼 농협에 취직할 때 제출한 이력서에 월북 기간의 알리바이를 조작키 위해 그 기간 동안 풍국제지 대구사무소에 근무한 것으로 거짓 기재하기도 했었다.
박영준의 친동생인 박경준은 진도군 고군면 부면장으로 있으면서 간경화증 등 신병을 핑계로 병가를 얻어 장기간 광주, 전주, 목포 및 서울 등지를 다니면서 국가 기밀을 수집했고 수시로 가족회의를 열어 사상 무장을 다짐했다.
이들 일가족 간첩단의 혐의 내용은 다음과 같다.
▲박동운=6.25때 자진 월북, 간첩으로 6차례나 남파된 아버지 박영준(60)에게 포섭돼 지난 65년5월14일과 71년10월3일 두 차례 목포 및 진도에서 입북, 북괴 노동당에 입당한 뒤 남파돼 암약해 왔다.
박은 북괴에서 "공무원으로 임용돼 부락 유지 및 공무원 등 영향력 있는 인사를 포섭하고 친목계를 조직 지하망을 구축하라. 지령과 함께 무전기 암호 문건 및 현금, 금반지, 금비녀 등 공작금품을 받고 72년6월 농협 진도군 지부에 취직한 후 민심 동향과 전남대 등 학원 소요상황 목포 등 남해안 일대의 군경 경비상황, 농협기구 대차대조표 손익계산서등 각종 기밀정보를 수집 암호전문과 무인포스트를 통해 북괴에 보고해 왔다.
▲박경준(48)=지난75년8월부터 80년9월까지 진도군 고군면 부면장을 지냈으며 친형인 박영준과 지난 63년5월과 71년9월 두 차례 접선, 김일성 선집 등 불온책자 20여권을 받고 김일성 주체사상과 공산주의 우월성과 북괴 발전상, 김일성 항일 파르티잔 투쟁 상황 등에 관한 정치 사상교양을 받고 박영준의 지령에 따라 진도군을 비롯한 지방행정현황, 경찰 및 예비군 현황, 수사정보기관원들의 월북자, 연고자 등 사찰방법, 진도군 관내 기관장 및 면민동향 등 국가기밀을 박에게 보고하고 장고계, 동갑계 등 친목계를 조직 지하망을 확대해 왔다.
▲이수례(57)=남편 박영준으로부터 받은 공작금으로 부락 주민을 상대로 사채놀이를 해오면서 진도 해안경비초소 현황, 농촌물가시세, 비행장 설립상황등을 보고하고 시동생 박경준과 두 아들의 간첩활동을 적극 도와주었다.
▲박근홍=63년5월 숙부 박경준의 안내로 남파된 아버지 박영준을 처음 접촉, 형•숙부등과 같이 활동할 것을 결의하고 경기도내 교도소 등 중요시설 현황과 수원 비행장의 팬텀기 등 비행기 현황과 이착륙상황, 3군사령부 및 미군부대의 위치와 임무 등 기밀사항을 보고하는 등 박영준 등의 간첩활동을 방조했다.

▲허현(43•구속•박영준의 매제),박미심(39•허의 처•불구속), 한등자(41•박경준의 처•불구속)=이들 3명은 63년5월부터 7 6년10월 사이에 박동운, 박경준, 이수례 등이 북괴에서 남파된 간첩 박영준을 수시로 접선하고 간첩활동을 하고 있다는 사실을 알면서도 이들과 회합하면서 수사정보기관에 신고치 않았다.

## 강제연행과 불법구금
| 성명   | 강제 연행일 | 구속영장 발부일 |
| 박동운 | 1981. 3. 7. | 1981. 5. 8.     |
| 이수례 | 1981. 3. 7. | 1981. 5. 8.     |
| 박경준 | 1981. 3. 9. | 1981. 5. 8.     |
| 박근홍 | 1981. 3. 9. | 1981. 5. 8.     |
| 허현   | 1981. 3.14. | 1981. 5. 8.     |
| 박미심 | 1981. 3.14. | 불기소          |
| 한등자 | 1981. 4.16. | 불기소          |

강제 연행 당시 당연히 구속영장을 제시받거나 구속의 이유, 범죄사실의 요지, 변호인 선임권에 대해 고지 받지 못하였을 뿐만 아니라, 구속영장이 발부될 때까지 50~60여 일간 불법 구금을 당한 채 변호인을 접견하지 못한 상태에서의 조사를 받았다. 

## 고문 및 가혹행위
박동운은 재판 당시 진술 및 항소, 상고이유서 등을 통해 안기부 수사관들로부터 고문 및 가혹행위를 당했다면서 “벽에 붙은 세면기에 성기를 올려놓게 하고 신발짝으로 세차게 내려쳤고 그때마다 까무러치면 찬물을 끼얹고, 발가벗긴 채 철창에 손목을 묶고 라이터 불로 온몸을 지지고 체모를 태워 고통과 수치심을 주고, 족쇄를 채운 채 무릎에 경찰 곤봉을 올려놓고 짓밟고 손ㆍ발바닥, 머리, 온몸을 야전침대 몽둥이로 마구 때려 몇 번을 기절하고, 입고 있던 군복이 피로 물들었는데 송치되기 일주일 전쯤 매일 ‘안티프라민’ 마사지와 온수 목욕을 시키고, 발가벗겨 공중에 매달고 구타하면서 ‘시인하지 않으면 네 어머니와 아내를 너와 같은 모습으로 옷을 벗겨 매달아 놓겠다. 너 같은 놈 하나쯤 사살해도 염려될 것 없다. 불러주는 대로 유서를 쓰라’고 협박하고, 부인 앞으로 보내는 유서를 강제로 쓰게 하고, 어느 날은 눈을 헝겊으로 가린 채 권총으로 위협하며 밖으로 끌고나가 표적삼아 사격연습을 하려하는 등 하였다”고 주장하는데 박동운 외에도 당시 사건 관련자 전원이 안기부 수사관에 의한 고문 및 가혹행위를 구체적이고 일관되게 주장하였다.
박동운뿐 아니라 나머지 관련자들도 모두 1심 제1회 공판부터 공소사실을 전면 부인하였고 안기부에서의 강압수사에 의한 허위자백임을 진술하였다. 더구나 박동운, 이수례, 박근홍을 제외한 박경준, 허현, 박미심, 한등자는 검찰수사 과정에서도 안기부 수사관들의 고문에 못 이겨 허위자백을 했다고 검찰에서 진술하였다.

## 수사 및 재판 진행 내용

### 안기부의 수사 착수 경위
1980년대 초반에 월북자 가족 사건이 잇달아 발생한 것은 ‘도원1호’라는 북한의 고위 공작원의 등장과 관련이 깊다. 
도원1호는 10.26 직후 군 장성 출신의 우방국 대사를 포섭하기 위해 북한이 파견한 2명의 고위공작원 중 한명인데, 정보부의 역공작에 걸려 체포되어 국내로 송환되었다. 그는 놀라운 기억력의 소유자로서 북의 대남사업과 관련하여 고급 정보를 엄청난 양으로 제공하였다. 그는 특히 남파공작원의 신상에 관한 정보를 많이 제공하여 이 정보가 단초가 되어 남파가능성이 높은 월북자들과 그들의 연고자들에 대한 내사가 광범위하게 진행된 것이다.
박동운의 가족도 그 중 하나였다. 박동운의 부친 박영준과 박동운의 외삼촌인 이영준은 6.25 당시 서울에서 부역타가 재북간첩 박양민과 같이 북한 의용군에 입대하여 자진 월북하였는데, 안기부의 1차 수사계획에 의하면 1965-80년간 간첩으로 남파, 연고지인 전라남도 진도 등지의 친인척 중심으로 엄호 거점 및 지하망 구축 혐의가 농후하다고 되어 있다. 
실체는 없었지만 좀 더 구체적인 정보도 있었다. 1차 진도 간첩단사건에 대한 조사과정에서 나온 것이었다. 1960. 8월경 당시 20대의 성명미상 청년이 1차 진도 간첩단사건의 남파간첩(?)인 박양민의 모친에게 박양민의 생존소식을 전달하였다는 첩보였다. 안기부는 이 성명미상의 청년을 이영준의 동생이거나 박영준의 장남인 박동운일 것으로 추정하였고 이를 입증할 만한 증거를 수집하지 못한 상태에서 막연히 “이영준, 박영준 등이 남파하였을 시에 접촉하였을 가능성이 있는 접선혐의자”로 박동운 등을 선정, 연행후 수사를 진행한 것이다.

### 간첩행위의 증거
| 증거물             | 증거 내용                                                                            | 박동운의 주장                                                                               |
| 수첩               | 박동운이 1971.10.2차 월북 사실 은폐를 목적으로 풍국제지 근무기간을 71.10.말까지 기재 | 오히려 수첩에 기재된 내용은 월북했다는 시기에 대구에 있었음을 증명해 줄 수 있는 결정적 증거 |
| 라디오             | 박동운이 북한방송 청취에 사용                                                        | 북한방송을 청취하기 위한 무전기를 받은 사실이 없으며, 호출부호 등은 전혀 모르는 것          |
| 자귀               | 박동운이 북한과 통신한 무전기를 파괴했을 때 사용                                     | 북한방송을 청취하기 위한 무전기를 받은 사실이 없으며, 호출부호 등은 전혀 모르는 것          |
| 농협 대차대조표 등 | 박동운이 북한 공작원에게 전자복사기로 복사하여 기밀 제공                             | 당시 농협에는 전자복사기가 없었음                                                           |

안기부의 이러한 증거제시에 대하여 박동운은 국정원 과거사건 진실규명을 통한 발전위원회와의 면담에서 안기부가 제시한 간첩 행위 증거물은 고문 및 가혹행위에 의한 허위자백 강요로 조작된 것이라고 진술하였다.

박동운의 증언은 다음과 같다.

- 수첩관련 : 안기부가 왜 1971. 10. 3.에 북한에 갔다 온 것으로 잡았는가 생각을 해보니 10. 3.이 추석이었는데 대구에서 직장생활을 하면서 추석과 설은 진도로 내려가니까 추석을 지내러 진도에 온 것을 대구로 가지 않고 바로 북한을 갔다고 만들어버린 것이다. 그런데 수사가 마무리될 무렵에 수사관이 압수된 수첩에 적어놓은 풍국제지 대구사무소 근무날짜(1969. 12.25.경~1971.10.하순)를 발견하고 본인이 그것을 거짓으로 적어놨다고 하여 더 이상 견딜 재간이 없어서 그랬다고 해버렸다.
- 라디오, 자귀 관련 : 재판과정에서도 (내가 간첩이라는) 증거가 없었고 자귀하고 헌 라디오가 나온 것인데, 자귀는 외할아버지가 연장으로 쓰던 거였고, 라디오도 외할아버지가 연속극을 듣던 것이다. 

- 농협 대차대조표 등 관련 : 1979년 진도농협 대차대조표 등을 본인이 전자복사기로 복사해서 (북한공작원에게) 줬다고 했는데, 당시 진도농협에는 복사기가 없었고 묵지를 사용하던 시절이다. 재심청구시 원본(당시 진도농협에 복사기가 없음을 증명해주는 서류)을 제출할 것이다. 

안기부가 제시한 증거물품중 수첩에는 박동운이 풍국제지 대구사무소에 근무한 날짜가 1971. 10.하순까지로 되어 있다. 따라서 안기부가 주장하는 박동운의 월북날짜인 1971. 10. 3.에는 박동운은 풍국제지 대구사무소에 근무하면서 동시에 월북이 이루어져야 하므로 성립할 수 없다. 따라서 박동운이 월북하지 않았다는 증거로 쓰여야 할 것이다. 그러나 안기부는 수첩을 증거로 법원에 제출하면서 박동운이 날짜를 조작해 수첩에 기록하였으므로 박동운이 월북을 은폐할 목적으로 허위사실을 기재하였다며 박동운이 간첩이라는 증거라고 주장한 것이다.

### 박영준의 남파 및 박동운의 월북여부
박동운일가 간첩단사건의 핵심인물은 박동운의 부친인 박영준이다. 박영준은 박동운의 외삼촌인 이영준과 함께 6.25 당시 자진 월북한 인물이다. 안기부는 박영준이 1957년부터 1976년까지 5번에 걸쳐 남파되었고 그 중 두 차례에 걸쳐 큰아들인 박동운을 데리고 월북하였다고 주장했다. 그러나 이를 입증할 수 있는 증거는 박영준이 만났다고 안기부가 주장하는 사람들의 자백뿐이며 다른 증거를 제시하지 못하였다. 이에 대하여 박동운 등 관련자는 1심 재판에서부터 일관되게 안기부에서의 자백이 수사관들의 고문 및 가혹행위에 의한 조작이라고 주장하고 있다.
안기부의 주장에 의하면 박동운은 1965년과 1971년 두 차례에 걸쳐 월북하였다고 하는데 1965년의 월북은 사실이라고 하더라도 공소시효가 경과하였기에 죄가 되지 않는다. 박동운이 국정원 과거사건 진실규명을 통한 발전위원회와의 면담에서 안기부에서의 자백은 고문에 이기지 못한 허위자백이며, 월북했다는 1971. 10에는 풍국제지 대구사무소에서 근무하고 있었고, 안기부에서 군복무 경력을 말하라고 하여 진술한 것이 군사기밀 누설이 되었고, 호출부호는 무엇인지도 모르며, 진도 하조도와 전두리 해안 등은 농협에 근무할 때 다니던 곳을 진술한 것일 뿐이라고 진술하였다. 

또한 다음과 같이 주장하고 있다.
- 당시 이송열 집에 동거인으로 살았고 1971.10경에 퇴거를 한 것이 복역 중에 생각이 나서 출소후에 이송열을 만나 동인의 세대별 주민등록표를 떼어 보니 1971.10.14. 진도로 퇴거한 것이 나왔다. 이송열이 네 번째인가 재판때 와서 옳게 이야기 안했는데 ‘추적 60분’에 나와서는 사실대로 이야기하면서 ‘동운이라는 사람이 추석 때 진도를 갔다 와서 농협에 취직한다고 하기에 잘 가거라고 했다’고 이야기한 적이 있다. 안기부 얘기가 맞는다면 본인이 북한에 있을 때 대구로 가서 진도로 퇴거한 것(당시에는 주민등록 퇴거 신청 시 본인이 직접 출석하여야만 처리되었음)이라는 것인데 말이 되지 않는다. 

박동운의 재판과정에서 박동운의 무죄를 입증할 증인으로 풍국제지 대구사무소에서 함께 근무한 이택열을 증인 신청하였는데 안기부는 이택열을 연행하여 똑같이 강압수사 후 71. 7. 회사를 그만 둔 후에는 박동운을 만난 사실이 없다는 진술조서를 받았으며, 이 내용대로 법정에서 진술하였고 이는 오히려 박동운이 거짓말을 하는 것처럼 인식되게 하였다.
사실 박동운의 진술에 의하면 안기부가 처음에는 북한에 15~16번 정도 갔다 왔다고 진술서를 꾸몄다. 본인 뿐 아니라 어머니, 동생, 작은 아버지, 고모부도 가고 심지어는 작은 어머니, 고모까지도 북한을 갔다 왔다고 진술서를 꾸몄는데 나중에 모든 것을 싹 빼고 본인도 두 번으로 압축되었다고 진술하였다.

박동운이 북한으로부터 부여받았다는 호출부호에 대하여 박동운은 다음과 같이 진술하고 있다.
- 호출부호가 뭔지도 몰라 엄청 혼났는데, 통신담당 전문가라는 사람을 데려와 3일간인가 생각나는 숫자를 막 쓰라고 하더니 나중에 어떻게 만들었는지 호출부호라는 것을 만들었다. 난수표라는 것도 본 적이 없다. 
‘통신호출부호’란 북한의 남파간첩 또는 고정간첩이 북한의 대남공작 부서와 무선을 이용하여 통신하기 위해 개별적으로 부여받은 고유한 부호를 말한다. 안기부는 박동운이 두 차례 월북하여 두 개의 호출부호를 받았다고 밝혔는데, 안기부 내부 수사 자료에는 이와는 다른 별개의 호출부호가 두 개 명시되어 있다. 어떤 이유에서인지 안기부가 처음 만든 호출부호를 나중에 검찰에 송치하면서 다른 호출부호로 변경한 것으로 보인다. 
안기부는 1979. 8월 박동운이 농협 직원 인사기록카드와 대차대조표 등을 복사하여 박영준 일행에게 건네주어 국가기밀을 누설하였다고 주장하지만 농협의 대차대조표가 과연 국가기밀인가를 차치하고 앞에서 본 바와 같이 농협에 복사기가 설치된 것은 1984년으로 확인되었으므로 1979. 8월에는 복사하여 전달해 줄 수 없었다. 

## 재심 및 손해배상 청구
과거사위원회는 2009. 1. 박동운 간첩조작 의혹 사건에 대하여 안기부가 박동운을 불법체포 연행한 후, 구속영장이 발부될 때까지 약 63일 동안 변호인의 접견을 차단한 채 안기부 남산분실에 불법 구금한 상태에서 구타 등 가혹행위를 가하고, 검찰에 가서 부인하면 다시 고문하겠다고 위협하여 허위자백을 받아내어 간첩죄로 조작하였음이 확인된다고 하였다. 또한 박동운은 남파간첩을 만나거나 입북한 사실이 없었음에도 수사과정에서의 고문과 가혹행위를 견디지 못해 허위로 자백하였고, 수사기관과 법원은 조작된 범죄사실을 사실로 인정하여 신청인이 간첩으로 조작되기에 이르렀다며 재심사유에 해당함을 결정하였다.

2007. 4월 재심 청구
2019. 1. 5. 과거사위원회의 진상규명결정
2009. 6. 9. 2년간 진행되지 않던 재심 개시

2009.11.13. 무죄 판결

손해배상소송 과정에서
박동운의 부친 박영준의 가족관계등록 정리문제 제기됨
이에 2010. 8.20. 부친 박영준에 대한 실종선고 청구

2011. 8.12. 실종선고 심판(실종선고까지 1년의 시간이 경과함)

2011. 5. 6. 민사소송 제기
2012. 7.20. 1심 판결
2013. 7.19. 2심 판결
2013.12.12. 대법원에서 소멸시효 6개월 적용하여 원고패소판결
2심 승소로 가집행된 가집행금에 연5% 이자 붙여 반환 요청됨
박동운 가족은 일시불로 갚는 것은 불가능하니 현재 있는 모든 현금과 부동산을 처분한 돈으로 원금의 일부를 갚은 다음 앞으로 버는 돈에서 최소한의 생활비만 남기고 계속 갚아 나갈 테니 일부 변제에 동의해 달라고 법무부에 요청하였으나 실무자의 동의가 있었음에도 불구하고 법무부가 거부한 후 부당이득금 반환청구소송 제기함.
1심 원고 대한민국 승소판결 : 가집행한 돈에 판결선고일까지 연5%, 다 갚는 날까지 연 15%의 지연이자를 붙여 갚으라는 판결.

2심 진행 중 판결 선고일을 연기

2018. 8.30. 헌법소원 위헌 결정(소멸시효 6개월 적용은 위헌)
박동운 가족은 헌법소원 위헌 결정에 근거해 손해배상청구를 기각한 패소판결에 대해 재심을 청구함.

고등법원 재판부는 2019년 봄에서 여름에 걸쳐 재심을 받아들였다. 과거의 패소판결을 취소하고 손해를 배상하라는 결정.
이로써 가해자 대한민국이 피해자 박동운과 그 가족들에게 가한 폭력에 마침표를 찍게 된다.

## 조작의혹이 제기되는 월북자(또는 행불자) 가족 간첩 사건의 공통점
‘국정원 과거사건 진실규명을 통한 발전위원회’의 보고서 ‘과거와 대화 미래의 성찰’ 6권중  278쪽의 내용입니다.
첫째, 수많은 사람들이 고정간첩으로 검거되었지만, 정작 월북자는 재북간첩이라 표시될 뿐 검거되지 않았다.
둘째, 일부 사건들이 장기간의 불법구금과 고문ㆍ가혹행우로 얻어진 자백에 기초할 뿐 구체적인 물증을 갖고 있지 않다. 박동운 사건의 경우는 무전기를 부수는데 사용했다는 자귀가 증거물로 제출되기도 했다.
셋째, 김정인 사건의 박양민을 제외하고는 월북자(또는 행불자)가 남파되었다는 확실한 증거가 없다. 박동운 사건의 경우, 안기부가 수사에 착수한 과정을 보면 박영준의 월북에 대한 확실한 혐의를 잡고 수사에 착수한 것이 아니라, 진도 출신 행불자 박영준은 월북한 것임에 틀림없고, 진도 출신 박 씨가 남파되었다는 첩보가 있는데 그 박 씨가 박영준일 가능성이 있고, ‘박영준이 남파되었다면 아들 박동운과 부인 이수례 등과 접촉하였을 것이다’라는 가정에 가정이 꼬리를 문 상태에서 박동운 일가족을 연행하여 조사한 것이다. 이렇게 월북자가 만약 남파되었다면 누구를 접촉했을까 하는 추정으로 사건을 만들어낸 또 다른 사례로는 보안사가 조사한 나종인 사건이 있다.
넷째, 월북자의 남파 시점이 빠르면 50년대 후반, 늦어도 1960년대 초반으로 설정되어 수십 년 간 암약한 고정간첩단으로 발표된다.
다섯째, 수십 년 간 암약해 온 고정간첩단이라는 거창한 발표와 긴 활동기간에 비해 간첩 혐의는 아주 빈약하고 오래된 것이다. 수십 년 간 암약한 고정간첩이 탐지수집한 군사기밀이 송도에 바람 쐬러 갔다가 정박해 있는 배를 보았다는 정도이다.
여섯째, 연고자 중심으로 수사를 하다 보니 대부분 일가ㆍ친척을 포함한 대규모 간첩단 사건이 되곤 한다. 그 일가족이 쑥대밭이 됨은 물론이다.
일곱째, 당국이 오래 지켜본 사건이 많다. 납북귀환어부 사건인 동시에 월북자 가족 사건이기도 한 정영 사건의 경우, 정진영ㆍ정영 등은 오징어 공작, 래왕선 공작, 미나리 공작 등 숱한 공작의 대상이었다. 송 씨 일가 사건의 경우도 일가족들은 1960년대 초반 이래 당국의 요시찰인물로 밀착감시를 받아왔다. 정영 사건에서 간첩 혐의로 구속된 정진영은 구속되기 1년 전에도 안기부에 끌려와 ‘엄문’을 당했다. 그는 그 때도 월북한 동생이 남파되었을 때 접촉했다고 자백을 했는데, 안기부가 이를 허위자백으로 보고 그 이유를 추궁하자 그는 “월북한 동생 때문에 과거에도 2회에 걸쳐 조사를 받았고 항상 당국의 감시를 받고 있다는 강박관념을 가지고 살아왔다”면서 “이번에 또 가족들과 함께 와서 여러 날 조사를 받게 되니 가족들에게도 면목이 없고 진구를 만났다고 해야 가족들이라도 풀려날 것 같고 허위진술이라도 하여 형을 받게 되면 당국의 감시가 없어질 것 같은 생각을 하고 죄를 만들기 위해 허위 진술했다”고 말했다. 허위증언을 해서라도 차라리 감옥에 한 번 가고 털어버리고 싶다는 발언은 장기간 공안당국의 감시와 사찰을 받아야 했던 월북자 가족들의 심경을 단적으로 보여주고 있다.